# 津和野町立日原小学校
津和野町立日原小学校（つわのちょうりつ にちはらしょうがっこう）は、島根県鹿足郡津和野町にある、公立小学校である。

## 沿革
- 1873年（明治6年） - 民舎仮用の寺子屋教育が始まる。[1]
- 1880年（明治13年） - 劇場を改造して校舎とする。この頃、公立日原小学校となる。
- 1889年（明治22年） - 日原尋常小学校及び日原簡易小学校と称する。
- 1893年（明治26年） - 日原尋常高等小学校と改称する。
- 1941年（昭和16年）4月1日 - 国民学校令により日原村日原国民学校と改称。
- 1947年（昭和22年）4月1日 - 学制改革により日原町立日原小学校と改称。
- 1976年（昭和51年） - 商人小学校を統合する。
- 1978年（昭和53年） - 柳小学校廃校に伴い、渓村地区を校区に編入する。
- 2005年（平成17年）9月25日 - 町村合併により、津和野町立日原小学校と改称。
- 2011年（平成23年） - 須川小学校を統合し、須川地区を校区に編入する。
- 2016年（平成28年） - 左鐙小学校を統合し、左鐙地区を校区に編入する。

## 通学区域
- 左鐙のうち畳、滝元、枕瀬、日原、河村、池村、商人の一部、渓村、滝谷、相撲ケ原、須川[2]

## 進学先中学校
- 津和野町立日原中学校[2]

## 交通アクセス
- 西日本旅客鉄道（JR西日本）山口線 日原駅より1.8km。